# Sound Juicer
Sound Juicer — приложение, являющееся интерфейсом (front-end) для библиотеки копирования CD Cdparanoia. Оно позволяет пользователю извлекать аудио из компакт-дисков и конвертировать его в аудиофайлы, которые могут быть поняты и воспроизведены персональным компьютером или цифровым аудиоплеером. 
Оно поддерживает преобразование (ripping) в любой аудиокодек, который поддерживается плагином GStreamer, такой, как mp3 (через LAME), Ogg Vorbis, FLAC и несжатые PCM-форматы.
Sound Juicer разработан, чтобы быть простым в использовании и в работе с небольшим вмешательством пользователя. Например, если ваш компьютер подключён к Интернету, он будет автоматически пытаться получить информацию о треке из свободно доступных услуг (freely-available) сервиса MusicBrainz. Sound Juicer — свободное и open source программное обеспечение, являющаяся официальной частью окружения рабочего стола GNOME, начиная с версии 2.10.
Версии после 2.12 реализуют возможность воспроизведения CD.